# Visp
För andra betydelser, se Visp (olika betydelser).

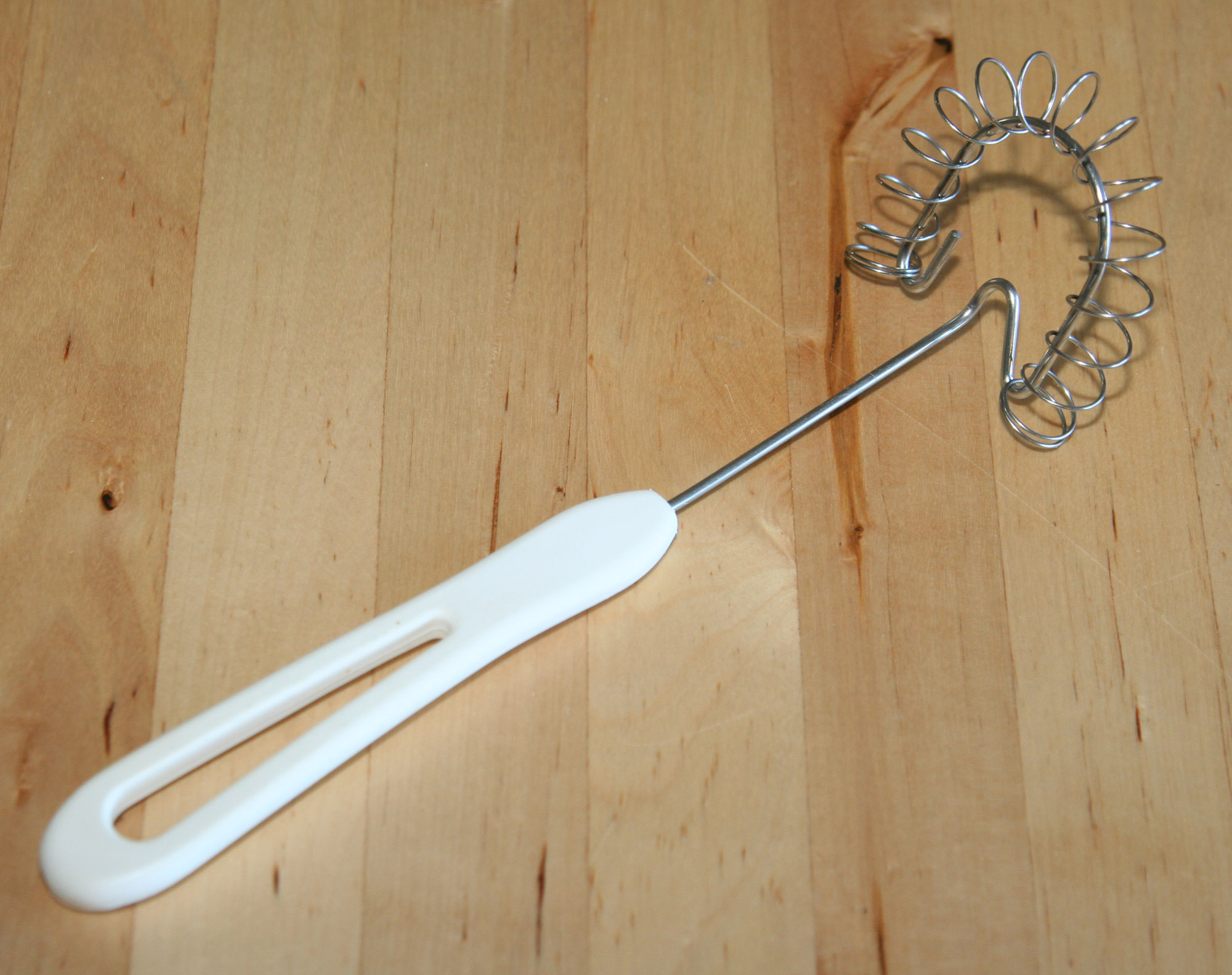
Spiralvisp

En visp är ett köksredskap som används för att röra ihop ingredienser, eller blanda in luft i en flytande matråvara (exempelvis grädde), framför allt inom matlagning. Vispar som används vid matlagning och bakning kan vara gjorda av trä, metall eller plast.
Det finns många olika typer av vispar. Där finns spiralvispen som har en utspänd metallspiral som huvud. Ballongvispen är gjord av konvexa trä- eller metallspröt som är sammanbundna i båda ändar. Dubbla, roterande ballongvispar av metall kan vara hand- eller eldrivna (elvisp). Dessa ballongvispar roterar mot varandra i motsatt riktning.
Champagnevispen använder man för att avlägsna bubblorna i mousserande drycker.

## Historik
Ordet visp är belagt i svensk skrift sedan 1600-talet. Ursprungligen användes sammanfogade knippen av björkris eller dylikt som visp. Vispen kunde även användas till andra ändamål än att vispa.
I mitten av 1800-talet lanserades en mekanisk visp som hade roterande vispar och vevades för hand. 1910 blev elvispen en hushållsapparat och ökade i popularitet under 1920-talet, men det var fråga om en stationär sådan. I början av 1960-talet utvecklades den handhållna typen av elvisp som varit vanligt förekommande sedan dess.

## Bilder

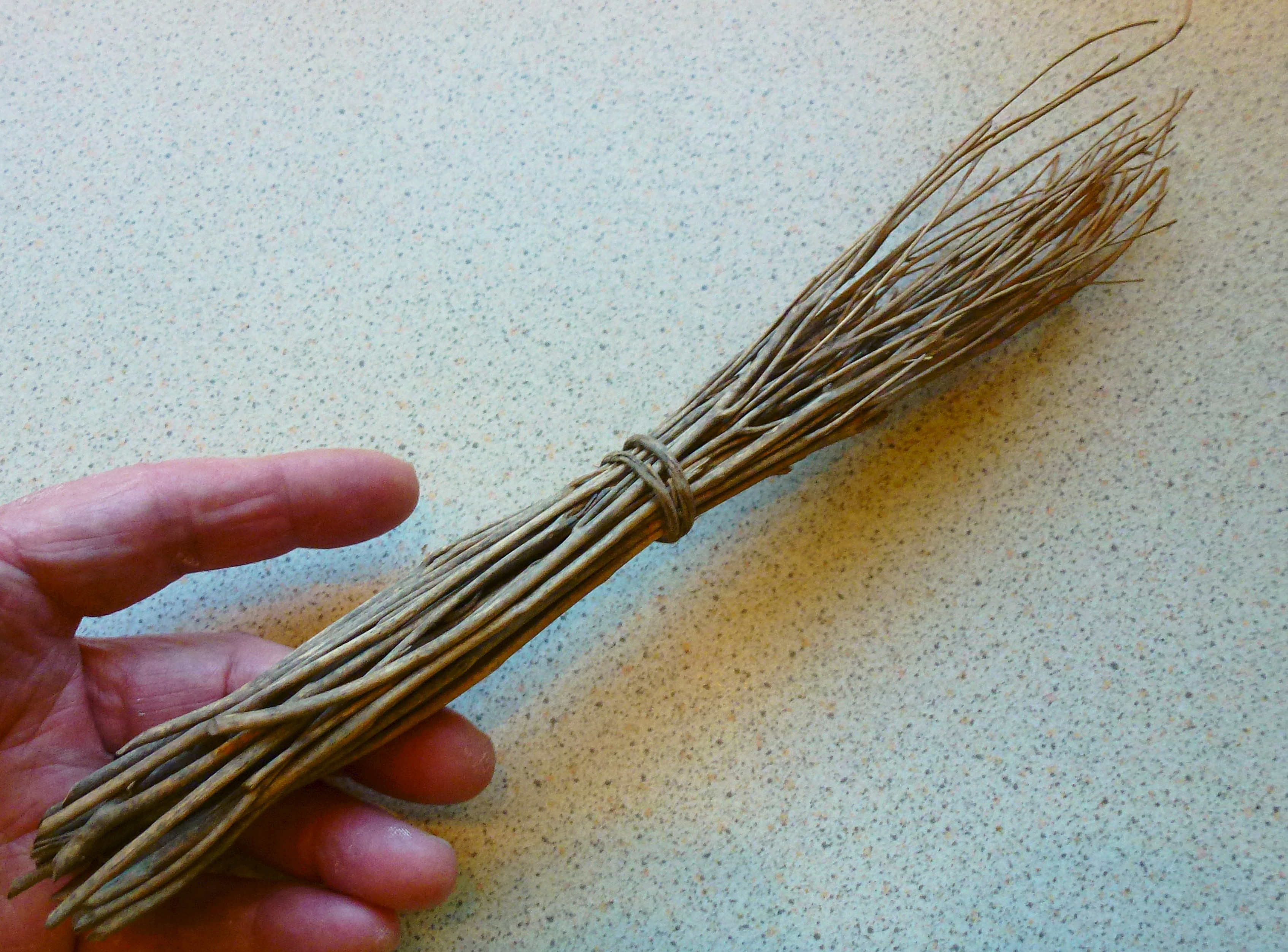
Äldre visp av ris
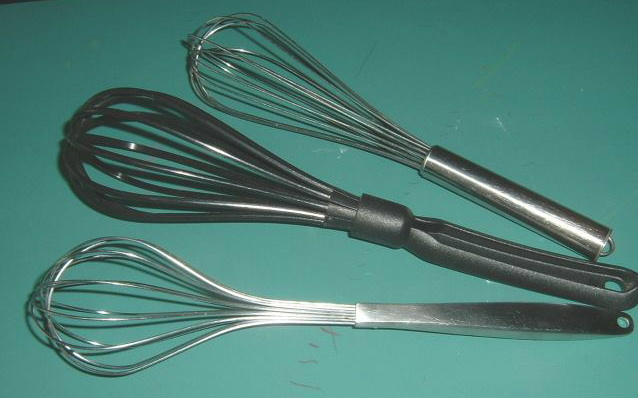
Ballongvispar
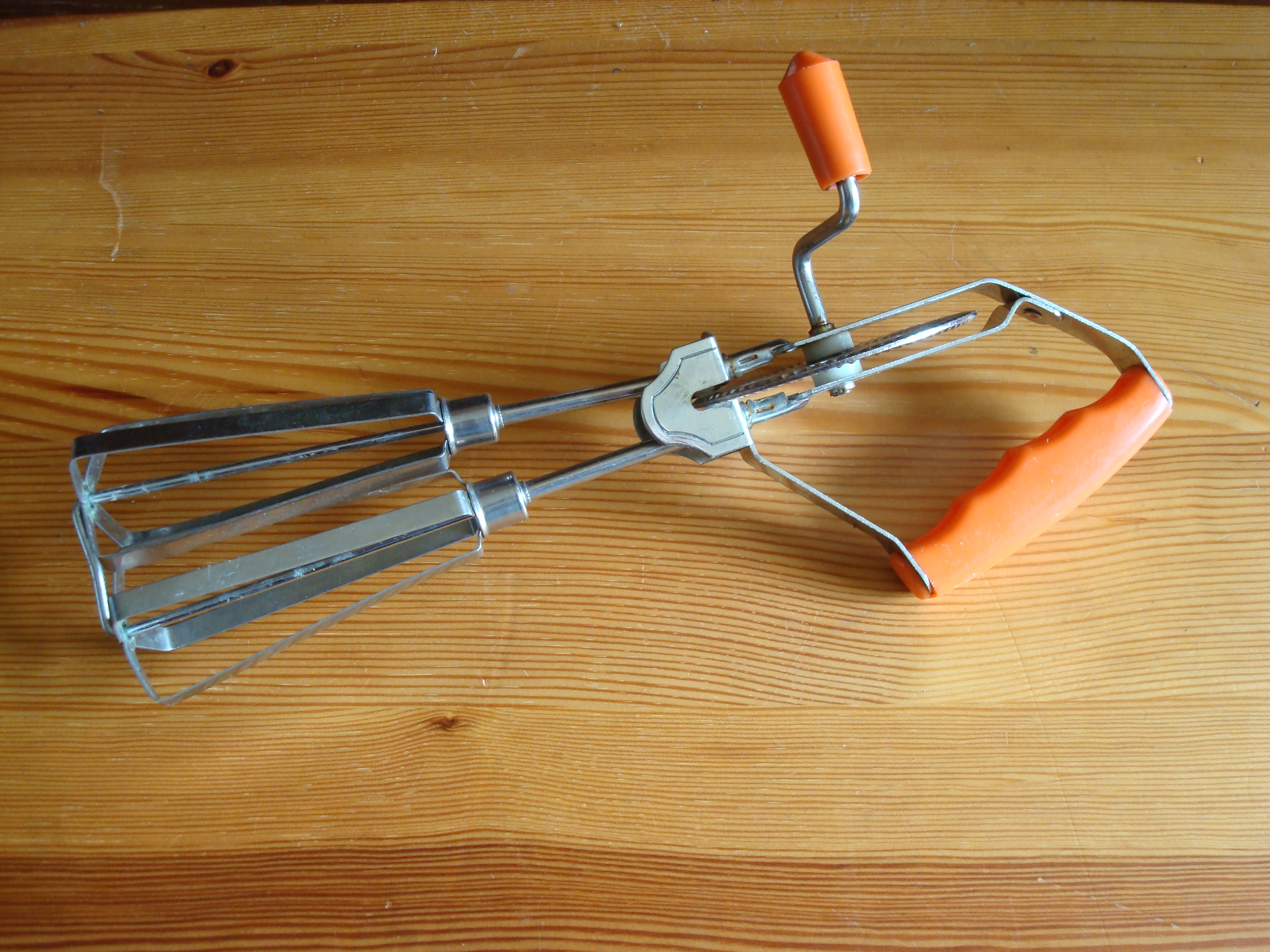
Mekanisk, manuell visp
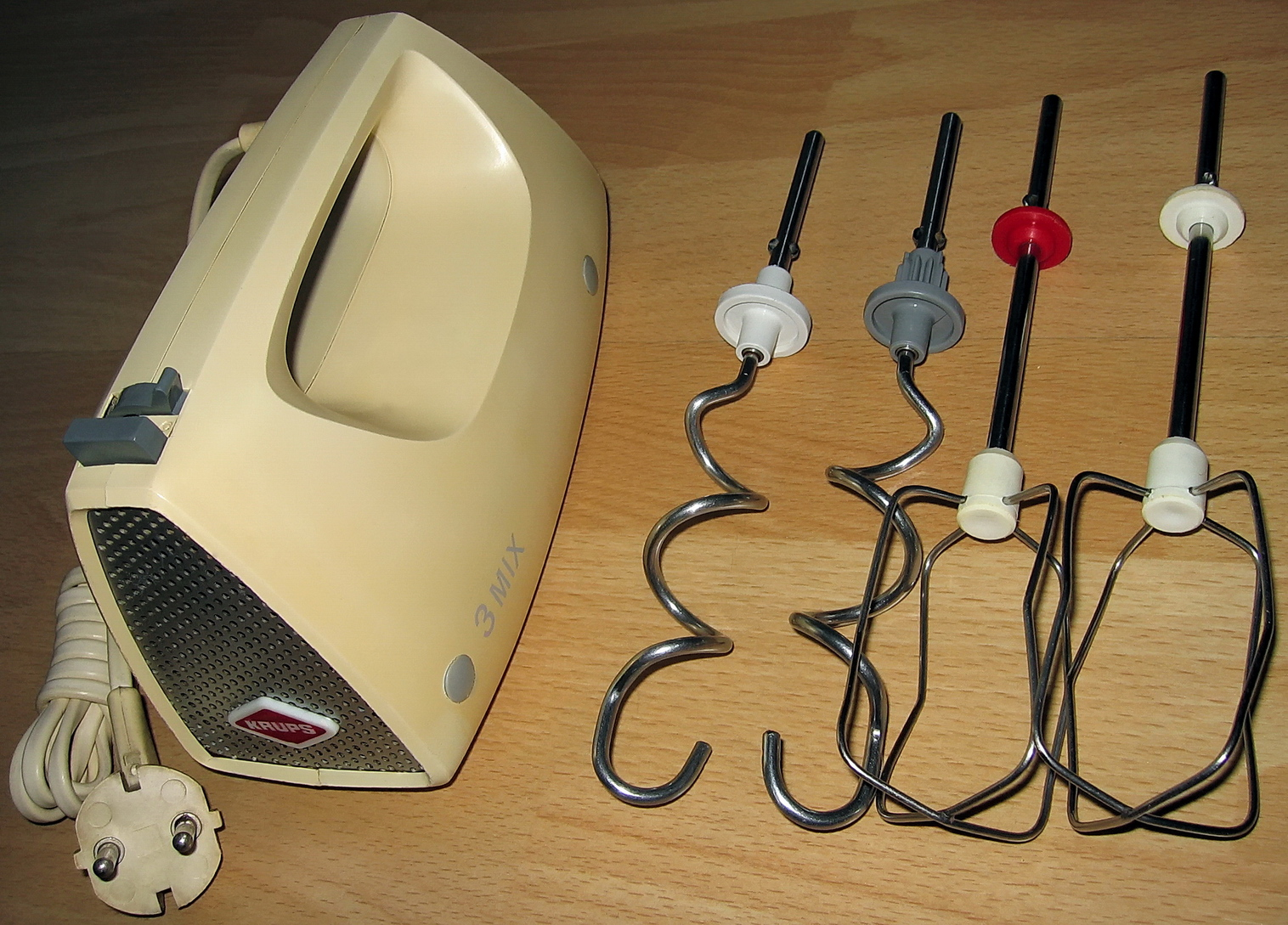
Mekanisk, elektrisk visp
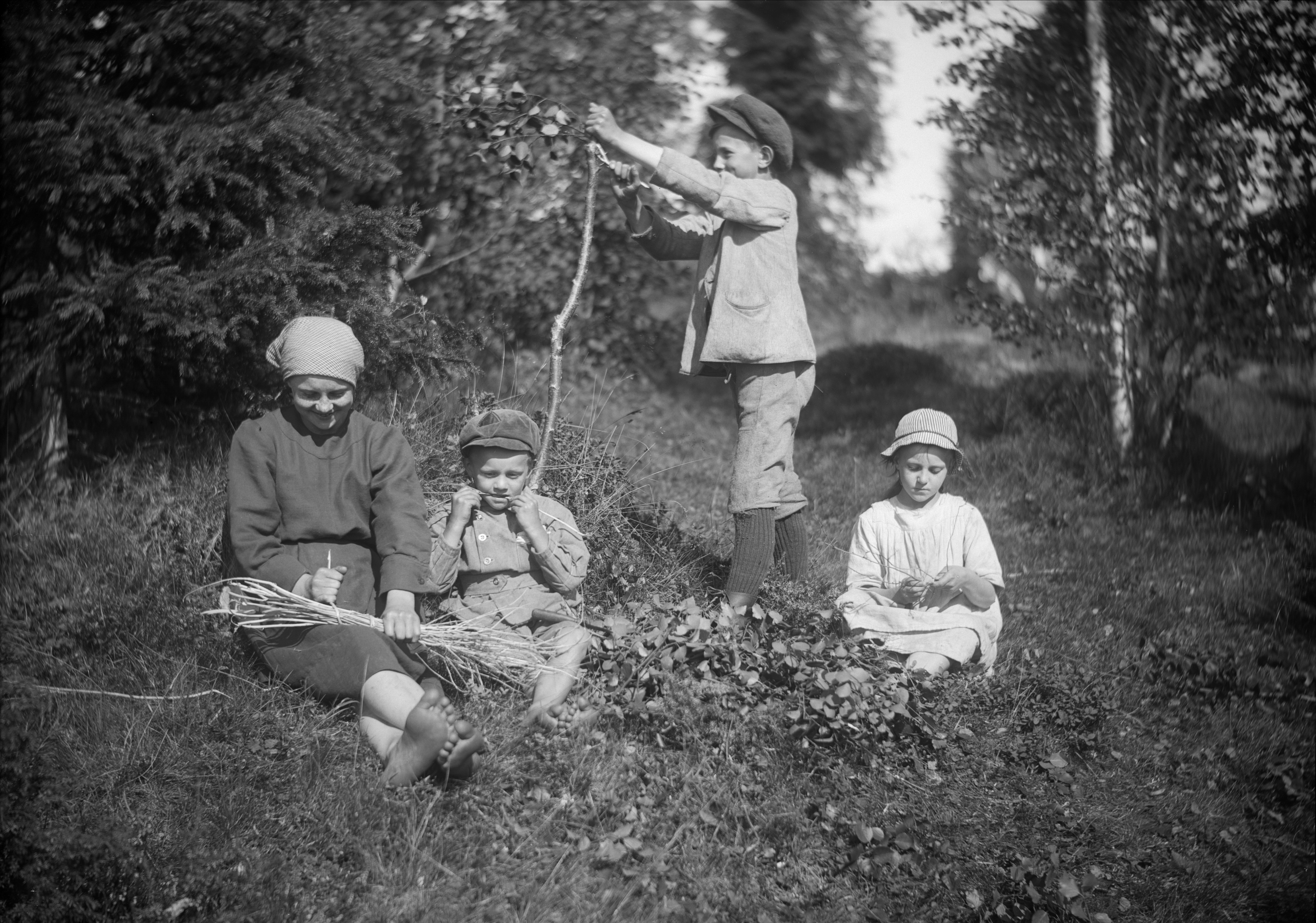
Barn tillverkar vispar. Foto från Mangskog i Värmland, 1922.